# Rimini Calcio 1976-1977
Questa voce raccoglie le informazioni riguardanti il Rimini Calcio nelle competizioni ufficiali della stagione 1976-1977.

## Rosa
| N. |                   | Ruolo | Calciatore          |
| -- | ----------------- | ----- | ------------------- |
|    | Italia (bandiera) | D     | Alfiero Agostinelli |
|    | Italia (bandiera) | C     | Walter Berlini      |
|    | Italia (bandiera) | A     | Giovanni Carnevali  |
|    | Italia (bandiera) | C     | Domenico Di Maio    |
|    | Italia (bandiera) | A     | Giuseppe Fagni      |
|    | Italia (bandiera) | D     | Walter Grezzani     |
|    | Italia (bandiera) | A     | Claudio Macciò      |
|    | Italia (bandiera) | D     | Marcello Marchi     |
|    | Italia (bandiera) | C     | Enrico Marini       |
|    | Italia (bandiera) | C     | Franco Nanni        |
|    | Italia (bandiera) | A     | Sergio Pellizzaro   |

| N. |                   | Ruolo | Calciatore         |
| -- | ----------------- | ----- | ------------------ |
|    | Italia (bandiera) | D     | Giancarlo Raffaeli |
|    | Italia (bandiera) | P     | Angelo Recchi      |
|    | Italia (bandiera) | C     | Gianfranco Romano  |
|    | Italia (bandiera) | D     | Vincenzo Romano    |
|    | Italia (bandiera) | C     | Gianpaolo Rossi    |
|    | Italia (bandiera) | D     | Mario Russo        |
|    | Italia (bandiera) | D     | Gianfranco Sarti   |
|    | Italia (bandiera) | C     | Paolo Sollier      |
|    | Italia (bandiera) | P     | Franco Tancredi    |
|    | Italia (bandiera) | C     | Giampaolo Visentin |
|    | Italia (bandiera) | A     | Daniele Vorazzo    |

## Risultati

### Serie B

#### Girone di andata
| 26 settembre 1976 1ª giornata | Modena | 1 – 0 | Rimini |  |

| 3 ottobre 1976 2ª giornata | Rimini | 0 – 0 | Ascoli |  |

| 10 ottobre 1976 3ª giornata | Catania | 0 – 0 | Rimini |  |

| 17 ottobre 1976 4ª giornata | Rimini | 1 – 2 | Cagliari |  |

| 24 ottobre 1976 5ª giornata | Monza | 1 – 0 | Rimini |  |

| 31 ottobre 1976 6ª giornata | Rimini | 0 – 0 | Ternana |  |

| 7 novembre 1976 7ª giornata | Varese | 1 – 0 | Rimini |  |

| 14 novembre 1976 8ª giornata | Rimini | 2 – 0 | Brescia |  |

| 21 novembre 1976 9ª giornata | Avellino | 0 – 2 | Rimini |  |

| 28 novembre 1976 10ª giornata | Rimini | 2 – 0 | Taranto |  |

| 5 dicembre 1976 11ª giornata | Rimini | 0 – 1 | Lecce |  |

| 12 dicembre 1976 12ª giornata | Lanerossi Vicenza | 1 – 0 | Rimini |  |

| 19 dicembre 1976 13ª giornata | Rimini | 1 – 2 | Pescara |  |

| 2 gennaio 1977 14ª giornata | Novara | 0 – 0 | Rimini |  |

| 9 gennaio 1977 15ª giornata | Rimini | 0 – 0 | Palermo |  |

| 16 gennaio 1977 16ª giornata | SPAL | 1 – 1 | Rimini |  |

| 23 gennaio 1977 17ª giornata | Rimini | 0 – 1 | Sambenedettese |  |

| 30 gennaio 1977 18ª giornata | Como | 1 – 0 | Rimini |  |

| 6 febbraio 1977 19ª giornata | Rimini | 0 – 0 | Atalanta |  |

#### Girone di ritorno
| 13 febbraio 1977 20ª giornata | Rimini | 1 – 0 | Modena |  |

| 20 febbraio 1977 21ª giornata | Ascoli | 0 – 0 | Rimini |  |

| 27 febbraio 1977 22ª giornata | Rimini | 0 – 0 | Catania |  |

| 6 marzo 1977 23ª giornata | Cagliari | 1 – 0 | Rimini |  |

| 13 marzo 1977 24ª giornata | Rimini | 1 – 1 | Monza |  |

| 20 marzo 1977 25ª giornata | Ternana | 0 – 0 | Rimini |  |

| 27 marzo 1977 26ª giornata | Rimini | 1 – 0 | Varese |  |

| 3 aprile 1977 27ª giornata | Brescia | 3 – 0 | Rimini |  |

| 10 aprile 1977 28ª giornata | Rimini | 3 – 0 | Avellino |  |

| 17 aprile 1977 29ª giornata | Taranto | 1 – 0 | Rimini |  |

| 24 aprile 1977 30ª giornata | Lecce | 1 – 1 | Rimini |  |

| 1 maggio 1977 31ª giornata | Rimini | 0 – 0 | Lanerossi Vicenza |  |

| 8 maggio 1977 32ª giornata | Pescara | 1 – 0 | Rimini |  |

| 15 maggio 1977 33ª giornata | Rimini | 2 – 1 | Novara |  |

| 22 maggio 1977 34ª giornata | Palermo | 2 – 2 | Rimini |  |

| 29 maggio 1977 35ª giornata | Rimini | 1 – 0 | SPAL |  |

| 5 giugno 1977 36ª giornata | Sambenedettese | 1 – 1 | Rimini |  |

| 12 giugno 1977 37ª giornata | Rimini | 3 – 1 | Como |  |

| 19 giugno 1977 38ª giornata | Atalanta | 2 – 0 | Rimini |  |

## Statistiche

### Statistiche di squadra
| Competizione | Punti | In casa | In casa | In casa | In casa | In casa | In casa | In trasferta | In trasferta | In trasferta | In trasferta | In trasferta | In trasferta | Totale | Totale | Totale | Totale | Totale | Totale | DR |
| Competizione | Punti | G       | V       | N       | P       | Gf      | Gs      | G            | V            | N            | P            | Gf           | Gs           | G      | V      | N      | P      | Gf     | Gs     | DR |
| ------------ | ----- | ------- | ------- | ------- | ------- | ------- | ------- | ------------ | ------------ | ------------ | ------------ | ------------ | ------------ | ------ | ------ | ------ | ------ | ------ | ------ | -- |
| Serie B      | 33    | 19      | 8       | 7       | 4       | 18      | 9       | 19           | 1            | 8            | 10           | 7            | 18           | 38     | 9      | 15     | 14     | 25     | 27     | -2 |
| Coppa Italia | 3     | 2       | 1       | 0       | 1       | 3       | 3       | 2            | 0            | 1            | 1            | 2            | 5            | 4      | 1      | 1      | 2      | 5      | 8      | -3 |
| Totale       |       | 21      | 9       | 7       | 5       | 21      | 12      | 21           | 1            | 9            | 11           | 9            | 23           | 42     | 10     | 16     | 16     | 30     | 35     | -5 |

### Statistiche dei giocatori
| Giocatore      | Serie B  | Serie B | Serie B     | Serie B    | Coppa Italia | Coppa Italia | Coppa Italia | Coppa Italia | Totale   | Totale | Totale      | Totale     |
| Giocatore      | Presenze | Reti    | Ammonizioni | Espulsioni | Presenze     | Reti         | Ammonizioni  | Espulsioni   | Presenze | Reti   | Ammonizioni | Espulsioni |
| -------------- | -------- | ------- | ----------- | ---------- | ------------ | ------------ | ------------ | ------------ | -------- | ------ | ----------- | ---------- |
| A. Agostinelli | 34       | 0       | ?           | ?          | ?            | ?            | ?            | ?            | 34+      | 0+     | ?           | ?          |
| W. Berlini     | 35       | 0       | ?           | ?          | ?            | ?            | ?            | ?            | 35+      | 0+     | ?           | ?          |
| G. Carnevali   | 23       | 3       | ?           | ?          | ?            | ?            | ?            | ?            | 23+      | 3+     | ?           | ?          |
| D. Di Maio     | 21       | 1       | ?           | ?          | ?            | ?            | ?            | ?            | 21+      | 1+     | ?           | ?          |
| G. Fagni       | 29       | 6       | ?           | ?          | ?            | ?            | ?            | ?            | 29+      | 6+     | ?           | ?          |
| W. Grezzani    | 32       | 0       | ?           | ?          | ?            | ?            | ?            | ?            | 32+      | 0+     | ?           | ?          |
| C. Macciò      | 11       | 0       | ?           | ?          | ?            | ?            | ?            | ?            | 11+      | 0+     | ?           | ?          |
| M. Marchi      | 27       | 2       | ?           | ?          | ?            | ?            | ?            | ?            | 27+      | 2+     | ?           | ?          |
| E. Marini      | 3        | 0       | ?           | ?          | ?            | ?            | ?            | ?            | 3+       | 0+     | ?           | ?          |
| F. Nanni       | 7        | 0       | ?           | ?          | ?            | ?            | ?            | ?            | 7+       | 0+     | ?           | ?          |
| S. Pellizzaro  | 27       | 5       | ?           | ?          | ?            | ?            | ?            | ?            | 27+      | 5+     | ?           | ?          |
| G. Raffaeli    | 31       | 0       | ?           | ?          | ?            | ?            | ?            | ?            | 31+      | 0+     | ?           | ?          |
| A. Recchi      | 12       | -11     | ?           | ?          | ?            | ?            | ?            | ?            | 12+      | -11+   | ?           | ?          |
| G. Romano      | 19       | 1       | ?           | ?          | ?            | ?            | ?            | ?            | 19+      | 1+     | ?           | ?          |
| V. Romano      | 1        | 0       | ?           | ?          | ?            | ?            | ?            | ?            | 1+       | 0+     | ?           | ?          |
| G. Rossi       | 12       | 0       | ?           | ?          | ?            | ?            | ?            | ?            | 12+      | 0+     | ?           | ?          |
| M. Russo       | 29       | 1       | ?           | ?          | ?            | ?            | ?            | ?            | 29+      | 1+     | ?           | ?          |
| G. Sarti       | 33       | 0       | ?           | ?          | ?            | ?            | ?            | ?            | 33+      | 0+     | ?           | ?          |
| P. Sollier     | 30       | 1       | ?           | ?          | ?            | ?            | ?            | ?            | 30+      | 1+     | ?           | ?          |
| F. Tancredi    | 28       | -16     | ?           | ?          | ?            | ?            | ?            | ?            | 28+      | -16+   | ?           | ?          |
| G. Visentin    | 1        | 0       | ?           | ?          | ?            | ?            | ?            | ?            | 1+       | 0+     | ?           | ?          |
| D. Vorazzo     | 8        | 1       | ?           | ?          | ?            | ?            | ?            | ?            | 8+       | 1+     | ?           | ?          |